# Gordon Gould
Gordon Gould (17. července 1920, New York – 16. září 2005, New York) byl americký fyzik a vynálezce, jeden z objevitelů laseru.
Vystudoval fyziku na Union College (bakalářský stupeň) a na univerzitě Yale (magisterský stupeň), se zaměřením na optiku a spektroskopii. V letech 1944-1945 se podílel na výrobě atomové bomby v Los Alamos, ale byl z výzkumu vyloučen pro své komunistické aktivity. Roku 1949 začal působit na Kolumbijské univerzitě, kde ho vedl nositel Nobelovy ceny Polykarp Kusch. Ten ho nasměroval k výzkumu stimulované emise záření. Gould si v roce 1957 zapsal do notesu návrh zesilovače a generátoru světelného paprsku a diskutoval o něm i s vynálezcem maseru Charlesem Hardem Townesem. V roce 1960 si Townes a jeho švagr Arthur Schawlow nechali zesilovač světla patentovat. Gould ihned vyrazil do boje o patent. Začala třicetiletá série soudních sporů, v nichž Gould operoval především s notářsky ověřeným zápisníkem, do něhož si své myšlenky kdysi zaznamenal. Gould nakonec právo na řadu klíčových patentů získal, ovšem Townes již roku 1964 získal za vynález laseru Nobelovu cenu za fyziku, na rozdíl od Goulda či autora prvního skutečně funkčního laseru Theodora Maimana.